# Senatori della I legislatura della Repubblica Italiana
Questo elenco riporta i nomi dei senatori della I legislatura della Repubblica Italiana dopo le elezioni politiche del 1948 divisi per gruppi. 
Oltre agli eletti, come previsto dalla III disposizione transitoria della Costituzione gli ex Senatori del Regno, non dichiarati decaduti, divennero componenti di diritto del Senato della Repubblica in quella legislatura.

## Consistenza dei gruppi
| Gruppo                            | Eletti | Di diritto | Totale |
| --------------------------------- | ------ | ---------- | ------ |
| Democratico Cristiano (DC)        | 130    | 18         | 148    |
| Comunista (PCI)                   | 36     | 31         | 67     |
| Partito Socialista Italiano (PSI) | 30     | 11         | 41     |
| Unità Socialista (US)             | 10     | 13         | 23     |
| Repubblicano (PRI)                | 6      | 5          | 11     |
| Democratico di Sinistra (GDS)     | 7      | 4          | 11     |
| Liberale (PLI)                    | 5      | 5          | 10     |
| Misto                             | 13     | 20         | 33     |
| Totale                            | 237    | 107        | 344    |

- Il sito istituzionale elenca 67 senatori per il PCI, mentre nel prospetto relativo alla consistenza iniziale dei gruppi indica 66 senatori (dato incoerente col totale). Il sito, inoltre, mostra Luigi Einaudi nell'elenco alfabetico dei senatori senza poi indicarlo in alcuno dei gruppi e, al contempo, elenca 32 senatori per il gruppo misto, salvo indicare 33 senatori come consistenza iniziale di tale gruppo; il sito può aver annoverato fra i 33 componenti del gruppo misto lo stesso Einaudi, oppure può aver considerato nel computo Enrico De Nicola, in carica dal 12.05.1948.
- Dei 131 senatori eletti nella DC, 3 aderirono al gruppo misto; al gruppo DC aderirono tuttavia un senatore eletto nel Blocco Nazionale e un senatore eletto come indipendente.
- Dei 72 senatori eletti nel Fronte Democratico Popolare, 36 si iscrissero al PCI, 30 al PSI e 6 al GDS (al quale si iscrisse il senatore eletto col Partito Sardo d'Azione).
- Dei 7 senatori eletti nel Blocco Nazionale, 4 si iscrissero al PLI (al quale si iscrisse anche un senatore eletto come indipendente), 2 al misto e 1 alla DC.
- Dei 4 senatori eletti in US-PRI, 2 aderirono a US e 2 al PRI.
- Dei 4 senatori eletti come indipendenti, 2 si iscrissero al gruppo misto, 1 al PLI e 1 alla DC.
- Al gruppo misto si iscrissero i senatori del Partito Nazionale Monarchico (3), del Movimento Sociale Italiano (1) e del Partito Popolare Sudtirolese (2), nonché 3 della DC, 2 del BN e 2 eletti come indipendenti.

## Composizione storica
| Eletto                        | Regione               | Collegio                             | Gruppo (lista) |
| ----------------------------- | --------------------- | ------------------------------------ | -------------- |
| Mario Abbiate                 | Di diritto            | –                                    | Misto          |
| Pietro Adinolfi               | Campania              | Castellammare di Stabia              | PSI (FDP)      |
| Giuseppe Alberganti           | Lombardia             | Lodi                                 | PCI (FDP)      |
| Antonio Alberti               | Veneto                | Verona I                             | DC             |
| Giuseppe Alberti              | Lazio                 | Viterbo                              | PSI (FDP)      |
| Salvatore Aldisio             | Di diritto            | –                                    | DC             |
| Luigi Allegato                | Di diritto            | –                                    | PCI            |
| Francesco Alunni Pierucci     | Umbria                | Città di Castello                    | PCI (FDP)      |
| Giovanni Secondo Anfossi      | Liguria               | Imperia                              | US             |
| Cesare Angelini               | Toscana               | Viareggio                            | DC             |
| Nicola Angelini               | Puglia                | Bitonto                              | DC             |
| Renato Angiolillo             | Puglia                | Bari                                 | PLI (Ind.)     |
| Arturo Armato                 | Sicilia               | Trapani                              | US             |
| Giuseppe Asquini              | Friuli-Venezia Giulia | Pordenone                            | US (US-PRI)    |
| Antonio Azara                 | Sardegna              | Tempio-Ozieri                        | DC             |
| Antonio Banfi                 | Lombardia             | Abbiategrasso                        | PCI (FDP)      |
| Leopoldo Baracco              | Di diritto            | –                                    | DC             |
| Gaetano Barbareschi           | Liguria               | Genova II                            | PSI (FDP)      |
| Vittorio Bardini              | Di diritto            | –                                    | PCI            |
| Antonio Bareggi               | Lombardia             | Varese                               | DC             |
| Ilio Barontini                | Toscana               | Livorno                              | PCI (FDP)      |
| Celeste Bastianetto           | Veneto                | San Donà di Piave                    | DC             |
| Emilio Battista               | Lazio                 | Latina                               | DC             |
| Adele Bei                     | Di diritto            | –                                    | PCI            |
| Pietro Bellora                | Lombardia             | Clusone                              | DC             |
| Spartaco Beltrand             | Piemonte              | Cuneo-Saluzzo                        | US             |
| Roberto Bencivenga            | Di diritto            | –                                    | Misto          |
| Luigi Benedetti               | Trentino-Alto Adige   | Trento                               | DC             |
| Tullio Benedetti              | Di diritto            | –                                    | Misto          |
| Alberto Bergamini             | Di diritto            | –                                    | Misto          |
| Giulio Bergmann               | Lombardia             | Milano IV                            | PRI (US-PRI)   |
| Mario Berlinguer              | Lazio                 | Roma VI                              | PSI (FDP)      |
| Giovanni Bertini              | Di diritto            | –                                    | DC             |
| Giovanni Battista Bertone     | Di diritto            | –                                    | DC             |
| Aladino Bibolotti             | Di diritto            | –                                    | PCI            |
| Guido Bisori                  | Toscana               | Prato                                | DC             |
| Renato Bitossi                | Di diritto            | –                                    | PCI            |
| Giorgio Bo                    | Liguria               | Genova IV                            | DC             |
| Carlo Boccassi                | Piemonte              | Alessandria-Tortona                  | PCI (FDP)      |
| Alessandro Bocconi            | Di diritto            | –                                    | US             |
| Giovanni Battista Boeri       | Lombardia             | Milano II                            | PRI (US-PRI)   |
| Antonio Boggiano Pico         | Liguria               | Chiavari                             | DC             |
| Severino Bolognesi            | Veneto                | Rovigo                               | PCI (FDP)      |
| Ivanoe Bonomi                 | Di diritto            | –                                    | Misto          |
| Massimo Bontempelli           | Toscana               | Siena                                | GDS (FDP)      |
| Luigi Borromeo                | Lazio                 | Roma II                              | DC             |
| Giambattista Bosco Lucarelli  | Di diritto            | –                                    | DC             |
| Giacinto Bosco                | Campania              | Santa Maria Capua Vetere - Aversa    | DC (Ind.)      |
| Ilio Bosi                     | Di diritto            | –                                    | PCI            |
| Giorgio Braccesi              | Toscana               | Pistoia                              | DC             |
| Carlo Braitenberg             | Trentino-Alto Adige   | Bolzano                              | Misto (PPST)   |
| Giovanni Braschi              | Di diritto            | –                                    | DC             |
| Settimio Bruna                | Liguria               | Imperia                              | DC             |
| Teodoro Bubbio                | Di diritto            | –                                    | DC             |
| Francesco Buffoni             | Di diritto            | –                                    | PSI            |
| Angelo Buizza                 | Lombardia             | Brescia                              | DC             |
| Giuseppe Buonocore            | Di diritto            | –                                    | Misto          |
| Raffaele Cadorna              | Piemonte              | Verbano-Cusio-Ossola                 | Misto (DC)     |
| Carlo Caldera                 | Veneto                | Verona Pianura                       | PSI (FDP)      |
| Filippo Caminiti              | Calabria              | Catanzaro                            | PLI (BN)       |
| Alberto Canaletti Gaudenti    | Lazio                 | Roma V                               | DC             |
| Giuseppe Canepa               | Di diritto            | –                                    | US             |
| Emilio Canevari               | Di diritto            | –                                    | US             |
| Raffaele Caporali             | Abruzzo               | Lanciano-Vasto                       | DC             |
| Paolo Cappa                   | Di diritto            | –                                    | DC             |
| Egisto Cappellini             | Marche                | Urbino                               | PCI (FDP)      |
| Luigi Carbonari               | Di diritto            | –                                    | DC             |
| Enrico Carboni                | Sardegna              | Oristano                             | DC             |
| Mario Carelli                 | Marche                | Macerata                             | DC             |
| Carmelo Caristia              | Sicilia               | Caltagirone                          | DC             |
| Luigi Carmagnola              | Piemonte              | Torino Centro                        | US             |
| Giuseppe Caron                | Veneto                | Treviso                              | DC             |
| Giovanni Carrara              | Lazio                 | Roma I                               | DC             |
| Giuseppe Casadei              | Sicilia               | Sciacca                              | PSI (FDP)      |
| Ferdinando Casardi            | Puglia                | Barletta-Trani                       | DC             |
| Alessandro Casati             | Di diritto            | –                                    | PLI            |
| Giovanni Caso                 | Campania              | Piedimonte D'Alife - Sessa Aurunca   | DC             |
| Luigi Castagno                | Piemonte              | Torino FIAT Aeritalia Ferriere       | PSI (FDP)      |
| Giuseppe Cavallera            | Sardegna              | Iglesias                             | PSI (FDP)      |
| Angelo Cemmi                  | Lombardia             | Breno                                | DC             |
| Angelo Cerica                 | Lazio                 | Frosinone                            | DC             |
| Giacomo Attilio Cermenati     | Abruzzo               | Teramo                               | GDS (FDP)      |
| Armando Cermignani            | Abruzzo               | Pescara                              | PSI (FDP)      |
| Carlo Cerruti                 | Piemonte              | Vercelli                             | PCI (FDP)      |
| Giuseppe Cerulli Irelli       | Abruzzo               | Teramo                               | DC             |
| Stanislao Ceschi              | Veneto                | Cittadella                           | DC             |
| Giovanni Ciampitti            | Molise                | Campobasso-Isernia                   | DC             |
| Raffaele Ciasca               | Basilicata            | Melfi                                | DC             |
| Nicola Ciccolungo             | Marche                | Fermo                                | DC             |
| Mario Cingolani               | Di diritto            | –                                    | DC             |
| Igino Coffari                 | Di diritto            | –                                    | Misto          |
| Arturo Colombi                | Di diritto            | –                                    | PCI            |
| Enrico Conci                  | Trentino-Alto Adige   | Mezzolombardo                        | DC             |
| Giovanni Conti                | Di diritto            | –                                    | PRI            |
| Guido Corbellini              | Veneto                | Vicenza                              | DC             |
| Giuseppe Cortese              | Lombardia             | Vigevano                             | PSI (FDP)      |
| Giovanni Cosattini            | Di diritto            | –                                    | PSI            |
| Benedetto Croce               | Di diritto            | –                                    | PLI            |
| Giuseppe Damaggio             | Sicilia               | Piazza Armerina                      | DC             |
| Roberto Lucifero d'Aprigliano | Calabria              | Crotone                              | PLI (BN)       |
| Ludovico D'Aragona            | Di diritto            | –                                    | US             |
| Francesco De Bosio            | Veneto                | Verona Pianura                       | DC             |
| Giovanni De Gasperis          | Abruzzo               | Avezzano                             | DC             |
| Carlo De Luca                 | Lazio                 | Viterbo                              | DC             |
| Raul De Luzenberger           | Campania              | Napoli I                             | DC             |
| Michele De Pietro             | Puglia                | Lecce                                | DC             |
| Floriano Del Secolo           | Campania              | Torre del Greco                      | GDS (FDP)      |
| Ugo Della Seta                | Lazio                 | Velletri                             | PRI            |
| Eduardo Di Giovanni           | Di diritto            | –                                    | US             |
| Angelo Di Rocco               | Sicilia               | Caltanissetta                        | DC             |
| Agostino D'Incà               | Veneto                | Belluno                              | DC             |
| Albino Donati                 | Lombardia             | Chiari                               | DC             |
| Edoardo D'Onofrio             | Di diritto            | –                                    | PCI            |
| Luigi Einaudi                 | Di diritto            | –                                    | Misto          |
| Raffaele Elia                 | Marche                | Pesaro-Fano                          | DC             |
| Luigi Fabbri                  | Umbria                | Terni                                | PSI (FDP)      |
| Cipriano Facchinetti          | Di diritto            | –                                    | PRI            |
| Enrico Falck                  | Lombardia             | Lecco                                | DC             |
| Luciano Fantoni               | Di diritto            | –                                    | DC             |
| Silvio Fantuzzi               | Emilia-Romagna        | Castelnuovo ne' Monti - Sassuolo     | PCI (FDP)      |
| Giovanni Farina               | Di diritto            | –                                    | PCI            |
| Domenico Farioli              | Emilia-Romagna        | Castelnuovo ne' Monti - Sassuolo     | DC             |
| Egidio Fazio                  | Piemonte              | Mondovì                              | Misto (Ind.)   |
| Armando Fedeli                | Di diritto            | –                                    | PCI            |
| Aldo Ferrabino                | Veneto                | Padova                               | DC             |
| Gaetano Ferragni              | Lombardia             | Cremona                              | PSI (FDP)      |
| Giacomo Ferrari               | Emilia-Romagna        | Parma                                | PCI (FDP)      |
| Giuseppe Filippini            | Di diritto            | –                                    | US             |
| Umberto Fiore                 | Di diritto            | –                                    | PCI            |
| Vittorio Flecchia             | Di diritto            | –                                    | PCI            |
| Basilio Focaccia              | Campania              | Sala Consilina - Vallo della Lucania | DC             |
| Enea Franza                   | Campania              | Benevento - Ariano Irpino            | Misto (MSI)    |
| Alfredo Frassati              | Di diritto            | –                                    | Misto          |
| Giuseppe Fusco                | Di diritto            | –                                    | PLI            |
| Bortolo Galletto              | Veneto                | Schio                                | DC             |
| Luigi Gasparotto              | Di diritto            | –                                    | Misto          |
| Silvio Gava                   | Campania              | Castellammare di Stabia              | DC             |
| Cesare Gavina                 | Lombardia             | Voghera                              | PCI (FDP)      |
| Umberto Gelmetti              | Trentino-Alto Adige   | Rovereto                             | DC             |
| Giacinto Genco                | Puglia                | Altamura                             | DC             |
| Alessandro Gerini             | Lazio                 | Roma VIII                            | DC             |
| Galliano Gervasi              | Toscana               | Montevarchi                          | PCI (FDP)      |
| Vittorio Ghidetti             | Di diritto            | –                                    | PCI            |
| Gustavo Ghidini               | Emilia-Romagna        | Parma                                | US             |
| Guido Giacometti              | Veneto                | Chioggia                             | PSI (FDP)      |
| Camillo Giardina              | Sicilia               | Termini Imerese - Cefalù             | DC             |
| Michele Giua                  | Di diritto            | –                                    | PSI            |
| Enrico Gonzales               | Lombardia             | Milano III                           | US (US-PRI)    |
| Michele Gortani               | Friuli-Venezia Giulia | Tolmezzo                             | DC             |
| Giuseppe Gramegna             | Puglia                | Molfetta                             | PCI (FDP)      |
| Carlo Grava                   | Veneto                | Vittorio Veneto - Montebelluna       | DC             |
| Ruggero Grieco                | Di diritto            | –                                    | PCI            |
| Domenico Grisolia             | Lazio                 | Roma IV                              | PSI (FDP)      |
| Ugo Guarienti                 | Veneto                | Verona Collina                       | DC             |
| Teresio Guglielmone           | Piemonte              | Pinerolo                             | DC             |
| Salvatore Italia              | Sicilia               | Noto                                 | DC             |
| Stefano Jacini                | Di diritto            | –                                    | DC             |
| Onofrio Jannuzzi              | Puglia                | Molfetta                             | DC             |
| Arturo Labriola               | Di diritto            | –                                    | Misto          |
| Giovanni Lamberti             | Sardegna              | Sassari                              | DC             |
| Fabrizio Lanza                | Sicilia               | Palermo I                            | Misto (PNM)    |
| Stefano Lanza Filingeri       | Sicilia               | Palermo II                           | Misto (PNM)    |
| Goffredo Lanzara              | Campania              | Nocera Inferiore                     | DC             |
| Michele Lanzetta              | Puglia                | Lucera                               | PSI (FDP)      |
| Giuseppe Lavia                | Calabria              | Rossano                              | DC             |
| Ermanno Lazzarino             | Piemonte              | Novara                               | PCI (FDP)      |
| Federico Lazzaro              | Sicilia               | Partinico-Monreale                   | DC             |
| Francesco Leone               | Di diritto            | –                                    | PCI            |
| Antonio Lepore                | Campania              | Cerreto Sannita                      | DC             |
| Girolamo Li Causi             | Di diritto            | –                                    | PCI            |
| Ignazio Lodato                | Campania              | Eboli                                | DC             |
| Mario Longoni                 | Lombardia             | Monza                                | DC             |
| Emidio Lopardi                | Di diritto            | –                                    | PSI            |
| Angelo Lorenzi                | Veneto                | Este                                 | DC             |
| Felice Lovera                 | Piemonte              | Casale Monferrato - Chivasso         | DC             |
| Virgilio Luisetti             | Piemonte              | Biella                               | PSI (FDP)      |
| Emilio Lussu                  | Di diritto            | –                                    | GDS            |
| Cino Macrelli                 | Di diritto            | –                                    | PRI            |
| Fabrizio Maffi                | Di diritto            | –                                    | PCI            |
| Arcangelo Magli               | Puglia                | Tricase                              | DC             |
| Giuseppe Magliano             | Molise                | Larino                               | DC             |
| Domenico Magrì                | Sicilia               | Catania II                           | DC             |
| Enrico Malintoppi             | Marche                | Ancona                               | PRI            |
| Carmine Mancinelli            | Emilia-Romagna        | Bologna II                           | PSI (FDP)      |
| Pietro Mancini                | Di diritto            | –                                    | PSI            |
| Pietro Marani                 | Emilia-Romagna        | Reggio Emilia                        | PSI (FDP)      |
| Francesco Marchini Camia      | Emilia-Romagna        | Borgotaro-Salsomaggiore              | DC             |
| Federico Marconcini           | Piemonte              | Torino Centro                        | DC             |
| Francesco Mariani             | Lombardia             | Milano VI                            | PSI (FDP)      |
| Attilio Mariotti              | Toscana               | Firenze III                          | PSI (FDP)      |
| Ferdinando Martini            | Toscana               | Lucca                                | DC             |
| Cesare Massini                | Lazio                 | Civitavecchia                        | PCI (FDP)      |
| Pietro Mastino                | Di diritto            | –                                    | GDS            |
| Nino Mazzoni                  | Di diritto            | –                                    | US             |
| Gino Meacci                   | Umbria                | Orvieto                              | PCI (FDP)      |
| Giuseppe Medici               | Emilia-Romagna        | Modena                               | DC             |
| Vincenzo Menghi               | Lazio                 | Tivoli                               | DC             |
| Clarenzo Menotti              | Lombardia             | Ostiglia                             | PCI (FDP)      |
| Piero Mentasti                | Lombardia             | Treviglio                            | DC             |
| Angelina Merlin               | Veneto                | Adria                                | PSI (FDP)      |
| Umberto Merlin                | Di diritto            | –                                    | DC             |
| Cesare Merzagora              | Lombardia             | Milano I                             | Misto (DC)     |
| Francesco Miceli Picardi      | Calabria              | Castrovillari-Paola                  | DC             |
| Giuseppe Micheli              | Di diritto            | –                                    | DC             |
| Vincenzo Milillo              | Basilicata            | Matera                               | PSI (FDP)      |
| Enrico Minio                  | Di diritto            | –                                    | PCI            |
| Vittorio Minoja               | Emilia-Romagna        | Fiorenzuola d'Arda - Fidenza         | DC             |
| Enrico Molè                   | Di diritto            | –                                    | GDS            |
| Salvatore Molè                | Sicilia               | Ragusa                               | PSI (FDP)      |
| Guido Molinelli               | Di diritto            | –                                    | PCI            |
| Riccardo Momigliano           | Di diritto            | –                                    | US             |
| Vincenzo Monaldi              | Campania              | Napoli V                             | DC             |
| Rita Montagnana               | Emilia-Romagna        | Bologna III - Imola                  | PCI (FDP)      |
| Piero Montagnani              | Lombardia             | Milano V                             | PCI (FDP)      |
| Luigi Montemartini            | Di diritto            | –                                    | US             |
| Rodolfo Morandi               | Di diritto            | –                                    | PSI            |
| Cino Moscatelli               | Di diritto            | –                                    | PCI            |
| Angelo Giacomo Mott           | Trentino-Alto Adige   | Pergine Valsugana                    | DC             |
| Eugenio Musolino              | Di diritto            | –                                    | PCI            |
| Nicola Nacucchi               | Puglia                | Lecce                                | Misto (BN)     |
| Celeste Negarville            | Di diritto            | –                                    | PCI            |
| Antonio Negro                 | Liguria               | Genova I                             | PCI (FDP)      |
| Francesco Saverio Nitti       | Di diritto            | –                                    | Misto          |
| Tito Oro Nobili               | Di diritto            | –                                    | PSI            |
| Luigi Oggiano                 | Sardegna              | Nuoro                                | GDS (PSDA)     |
| Vittorio Emanuele Orlando     | Di diritto            | –                                    | Misto          |
| Raffaele Ottani               | Emilia-Romagna        | Bologna I                            | DC             |
| Ernesto Page                  | Aosta                 | Aosta                                | DC             |
| Mario Palermo                 | Campania              | Afragola                             | PCI (FDP)      |
| Giovanni Pallastrelli         | Di diritto            | –                                    | DC             |
| Giuseppina Palumbo            | Sicilia               | Noto                                 | PSI (FDP)      |
| Modesto Panetti               | Piemonte              | Ivrea                                | DC             |
| Giuseppe Paratore             | Di diritto            | –                                    | Misto          |
| Ferruccio Parri               | Di diritto            | –                                    | PRI            |
| Benedetto Pasquini            | Umbria                | Foligno-Spoleto                      | DC             |
| Ottavio Pastore               | Piemonte              | Torino Dora Oltre Stura Collina      | PCI (FDP)      |
| Raffaello Pazzagli            | Toscana               | Montevarchi                          | DC             |
| Giacomo Pellegrini            | Di diritto            | –                                    | PCI            |
| Agostino Pennisi Statella     | Sicilia               | Acireale                             | DC             |
| Carlo Perini                  | Lombardia             | Rho                                  | DC             |
| Giovanni Persico              | Di diritto            | –                                    | US             |
| Sandro Pertini                | Di diritto            | –                                    | PSI            |
| Cristoforo Pezzini            | Lombardia             | Bergamo                              | DC             |
| Raffaele Pezzullo             | Campania              | Afragola                             | Misto (Ind.)   |
| Giacomo Picchiotti            | Toscana               | Volterra                             | PSI (FDP)      |
| Giuseppe Piemonte             | Di diritto            | –                                    | US             |
| Gaetano Pieraccini            | Toscana               | Firenze I                            | US             |
| Gaetano Pietra                | Friuli-Venezia Giulia | Cividale del Friuli                  | DC             |
| Ezio Pontremoli               | Liguria               | La Spezia                            | GDS (FDP)      |
| Giovanni Porzio               | Di diritto            | –                                    | Misto          |
| Antonio Priolo                | Di diritto            | –                                    | PSI            |
| Giuseppe Proli                | Lazio                 | Velletri                             | PCI (FDP)      |
| Alberto Mario Pucci           | Emilia-Romagna        | Carpi                                | PCI (FDP)      |
| Otello Putinati               | Emilia-Romagna        | Ferrara                              | PCI (FDP)      |
| Gaetano Quagliariello         | Campania              | Salerno                              | DC             |
| Giuseppe Raffeiner            | Trentino-Alto Adige   | Bressanone                           | Misto (PPST)   |
| Giovan Battista Raja          | Sicilia               | Alcamo                               | PRI            |
| Autunno Ravà                  | Emilia-Romagna        | Portomaggiore                        | PCI (FDP)      |
| Riccardo Ravagnan             | Di diritto            | –                                    | PCI            |
| Eugenio Reale                 | Campania              | Napoli VI                            | PCI (FDP)      |
| Vito Reale                    | Di diritto            | –                                    | Misto          |
| Pier Carlo Restagno           | Lazio                 | Sora-Cassino                         | DC             |
| Federico Ricci                | Di diritto            | –                                    | Misto          |
| Mosè Ricci                    | Abruzzo               | Chieti                               | DC             |
| Mario Riccio                  | Campania              | Napoli II                            | DC             |
| Pietro Ristori                | Toscana               | Prato                                | PCI (FDP)      |
| Domenico Rizzo                | Calabria              | Rossano                              | PSI (FDP)      |
| Luigi Rocco                   | Basilicata            | Lagonegro                            | US             |
| Federico Rolfi                | Puglia                | Cerignola                            | PCI (FDP)      |
| Antonio Romano                | Sicilia               | Enna                                 | DC             |
| Domenico Romano               | Calabria              | Palmi                                | DC             |
| Giuseppe Romita               | Di diritto            | –                                    | PSI            |
| Nino Ronco                    | Di diritto            | –                                    | Misto          |
| Mariano Rosati                | Lombardia             | Como                                 | Misto (DC)     |
| Giuseppe Rossi                | Di diritto            | –                                    | PCI            |
| Giovanni Roveda               | Di diritto            | –                                    | PCI            |
| Alfonso Rubilli               | Di diritto            | –                                    | PLI            |
| Leopoldo Rubinacci            | Campania              | Torre del Greco                      | DC             |
| Luigi Ruggeri                 | Marche                | Jesi-Senigallia                      | PCI (FDP)      |
| Meuccio Ruini                 | Di diritto            | –                                    | Misto          |
| Luigi Russo                   | Puglia                | Monopoli                             | DC             |
| Italo Mario Sacco             | Piemonte              | Mondovì                              | DC             |
| Rocco Salomone                | Calabria              | Vibo Valentia                        | DC             |
| Rodolfo Salvagiani            | Emilia-Romagna        | Ravenna                              | PCI (FDP)      |
| Emilio Salvi                  | Campania              | Eboli                                | DC (BN)        |
| Emanuele Samek Lodovici       | Lombardia             | Abbiategrasso                        | DC             |
| Salvatore Sanmartino          | Sicilia               | Agrigento                            | DC             |
| Raffaele Sanna Randaccio      | Sardegna              | Cagliari                             | PLI (BN)       |
| Natale Santero                | Lombardia             | Busto Arsizio                        | DC             |
| Giuseppe Santonastaso         | Campania              | Caserta                              | Misto (PNM)    |
| Armando Sapori                | Toscana               | Firenze II                           | GDS (FDP)      |
| Giovanni Sartori              | Piemonte              | Alba                                 | DC             |
| Domenico Schiavone            | Basilicata            | Tricarico                            | DC             |
| Mauro Scoccimarro             | Di diritto            | –                                    | PCI            |
| Pietro Secchia                | Di diritto            | –                                    | PCI            |
| Emilio Sereni                 | Di diritto            | –                                    | PCI            |
| Cesare Sessa                  | Sicilia               | Agrigento                            | PCI (FDP)      |
| Carlo Sforza                  | Di diritto            | –                                    | PRI            |
| Luigi Silvestrini             | Emilia-Romagna        | Rimini                               | DC             |
| Italo Sinforiani              | Lombardia             | Pavia                                | GDS (FDP)      |
| Aldo Spallicci                | Emilia-Romagna        | Cesena                               | PRI            |
| Lorenzo Spallino              | Lombardia             | Cantù                                | DC             |
| Velio Spano                   | Di diritto            | –                                    | PCI            |
| Francesco Spezzano            | Calabria              | Crotone                              | PCI (FDP)      |
| Giovan Bernardino Tafuri      | Puglia                | Gallipoli-Galatina                   | DC             |
| Alberigo Oreste Talarico      | Calabria              | Cosenza                              | PCI (FDP)      |
| Antonio Tambarin              | Friuli-Venezia Giulia | Gorizia                              | PSI (FDP)      |
| Luigi Tamburrano              | Puglia                | Foggia - San Severo                  | PSI (FDP)      |
| Amor Tartufoli                | Marche                | Ascoli Piceno                        | DC             |
| Francesco Termini             | Sicilia               | Partinico-Monreale                   | Misto (BN)     |
| Umberto Terracini             | Di diritto            | –                                    | PCI            |
| Tiziano Tessitori             | Friuli-Venezia Giulia | Udine                                | DC             |
| Rocco Salvatore Tignino       | Sicilia               | Piazza Armerina                      | PSI (FDP)      |
| Attilio Tissi                 | Veneto                | Belluno                              | US             |
| Pietro Tomasi Della Torretta  | Di diritto            | –                                    | Misto          |
| Zefferino Tomè                | Friuli-Venezia Giulia | San Vito al Tagliamento              | DC             |
| Raffaele Tommasini            | Veneto                | Chioggia                             | DC             |
| Tommaso Tonello               | Di diritto            | –                                    | PSI            |
| Pietro Torelli                | Lombardia             | Mantova                              | PSI (FDP)      |
| Quinto Tosatti                | Lazio                 | Roma VII                             | DC             |
| Antonio Toselli               | Piemonte              | Cuneo-Saluzzo                        | DC             |
| Giuseppe Traina               | Sicilia               | Sciacca                              | DC             |
| Domenico Tripepi              | Di diritto            | –                                    | PLI            |
| Ernesto Troiano               | Basilicata            | Melfi                                | PCI (FDP)      |
| Umberto Tupini                | Di diritto            | –                                    | DC             |
| Alessandro Turco              | Di diritto            | –                                    | DC             |
| Giovanni Uberti               | Di diritto            | –                                    | DC             |
| Nicola Vaccaro                | Calabria              | Cosenza                              | DC             |
| Giustino Valmarana            | Veneto                | Bassano del Grappa                   | DC             |
| Ezio Vanoni                   | Lombardia             | Sondrio                              | DC             |
| Franco Varaldo                | Liguria               | Savona                               | DC             |
| Giuseppe Varriale             | Umbria                | Perugia I                            | DC             |
| Mario Venditti                | Campania              | Cerreto Sannita                      | PLI (BN)       |
| Dante Veroni                  | Di diritto            | –                                    | GDS            |
| Maurizio Vigiani              | Toscana               | Firenze III                          | DC             |
| Carlo Vischia                 | Umbria                | Città di Castello                    | DC             |
| Odoardo Voccoli               | Puglia                | Taranto                              | PCI (FDP)      |
| Francesco Zanardi             | Di diritto            | –                                    | US             |
| Francesco Zane                | Lombardia             | Salò                                 | DC             |
| Ennio Zelioli Lanzini         | Lombardia             | Crema                                | DC             |
| Adolfo Zerboglio              | Di diritto            | –                                    | US             |
| Vinicio Ziino                 | Sicilia               | Patti                                | DC             |
| Adone Zoli                    | Toscana               | Firenze I                            | DC             |
| Mario Zotta                   | Basilicata            | Potenza                              | DC             |

## Modifiche intervenute

### Modifiche intervenute nella composizione dell'assemblea
| Uscente                  | Entrante                        | Data subentro | Circoscrizione                |
| ------------------------ | ------------------------------- | ------------- | ----------------------------- |
| –                        | Enrico De Nicola                | 12.05.1948    | A vita (di diritto)           |
| Autunno Ravà             | Paolo Fortunati                 | 01.06.1948    | Emilia-Romagna                |
| Pietro Torelli           | Amilcare Locatelli              | 28.07.1948    | Lombardia                     |
| Floriano Del Secolo      | Gabriele Jannelli               | 22.06.1949    | Campania                      |
| Francesco Termini        | Giambattista Rizzo              | 07.07.1949    | Sicilia                       |
| –                        | Guido Castelnuovo               | 05.12.1949    | A vita (nomina presidenziale) |
| Massimo Bontempelli      | Felice Platone                  | 07.02.1950    | Toscana                       |
| Raul De Luzenberger      | Clemente Piscitelli             | 07.02.1950    | Campania                      |
| Antonio Bareggi          | Edoardo Origlia                 | 23.03.1950    | Lombardia                     |
| Agostino D'Incà          | Romolo Saggioro                 | 02.09.1950    | Veneto                        |
| –                        | Pietro Canonica                 | 01.12.1950    | A vita (nomina presidenziale) |
| –                        | Gaetano De Sanctis              | 01.12.1950    | A vita (nomina presidenziale) |
| –                        | Pasquale Jannaccone             | 01.12.1950    | A vita (nomina presidenziale) |
| –                        | Carlo Alberto Salustri          | 01.12.1950    | A vita (nomina presidenziale) |
| Ilio Barontini           | Emilio Zannerini                | 25.01.1951    | Toscana                       |
| Virgilio Luisetti        | Luigi Colla                     | 05.02.1952    | Piemonte                      |
| Carlo Perini             | Giovanni Maria Cornaggia Medici | 07.03.1952    | Lombardia                     |
| Giuseppe Cavallera       | Antonio Cassitta                | 01.07.1952    | Sardegna                      |
| Mosè Ricci               | Giuseppe Zugaro De Matteis      | 10.07.1952    | Abruzzo                       |
| –                        | Luigi Sturzo                    | 17.09.1952    | A vita (nomina presidenziale) |
| –                        | Umberto Zanotti Bianco          | 17.09.1952    | A vita (nomina presidenziale) |
| Alberigo Oreste Talarico | Antonio Mantica                 | 14.10.1952    | Calabria                      |
| Nicola Ciccolungo        | Arnaldo Ranaldi                 | 30.10.1952    | Marche                        |
| Otello Putinati          | Arnaldo Zanuccoli               | 15.01.1953    | Emilia-Romagna                |

### Modifiche intervenute nella composizione dei gruppi

#### Democratico Cristiano
- In data 31.12.1948 aderiscono al gruppo Mariano Rosati, Carlo Braitenberg e Giuseppe Raffeiner, provenienti dal gruppo misto.

#### Comunista
- In data 31.12.1948 aderisce al gruppo Massimo Bontempelli, proveniente dal gruppo GDS.

#### Partito Socialista Italiano
- In data 31.12.1948 aderisce al gruppo Emilio Lussu, proveniente dal gruppo GDS.
- In data 30.09.1949 lascia il gruppo Tommaso Tonello, che aderisce al gruppo misto.
- In data 31.12.1950 lasciano il gruppo Giovanni Cosattini, Virgilio Luisetti e Giuseppe Romita, che aderiscono al gruppo misto.

#### Unità Socialista
- In data 31.12.1949 lasciano il gruppo Luigi Carmagnola, Gaetano Pieraccini, Luigi Rocco e Francesco Zanardi, che aderiscono al gruppo misto.
- In data 18.06.1951 aderiscono al gruppo Luigi Carmagnola, Giovanni Cosattini, Virgilio Luisetti, Gaetano Pieraccini, Giuseppe Romita, Tommaso Tonello e Francesco Zanardi, provenienti dal gruppo misto.
- In data 18.06.1951 lascia il gruppo Nino Mazzoni, che aderisce al gruppo
- In data 29.09.1952 lascia il gruppo Francesco Zanardi, che aderisce al gruppo
- In data 22.03.1953 lascia il gruppo Gaetano Pieraccini, che aderisce al gruppo

#### Repubblicano
- In data 31.12.1948 aderisce al gruppo Federico Ricci, proveniente dal gruppo misto.
- In data 15.02.1949 lascia il gruppo Ugo Della Seta, che aderisce al gruppo misto.
- In data 07.02.1950 lascia il gruppo Giovanni Conti, che aderisce al gruppo misto.

#### Democratico di Sinistra
- In data 31.12.1948 lasciano il gruppo Massimo Bontempelli, che aderisce al gruppo PCI, ed Emilio Lussu, che aderisce al gruppo PSI.
- In data 19.03.1952 aderisce al gruppo Luigi Rocco, proveniente dal gruppo misto.

#### Liberale
- In data 31.12.1948 aderisce al gruppo Egidio Fazio, proveniente dal gruppo misto.
- In data 19.12.1949 lascia il gruppo Roberto Lucifero d'Aprigliano, che aderisce al gruppo misto.
- In data 31.12.1950 aderiscono al gruppo Ugo Della Seta e Pasquale Jannaccone, provenienti dal gruppo misto.
- In data 31.12.1951 lascia il gruppo Pasquale Jannaccone, che aderisce al gruppo misto.
- In data 26.05.1952 lascia il gruppo Domenico Tripepi, che aderisce al gruppo misto.
- In data 17.12.1952 aderisce al gruppo Umberto Zanotti Bianco, divenuto senatore a vita.

#### Misto
- In data 12.05.1948 aderisce al gruppo Enrico De Nicola, divenuto senatore a vita.
- In data 31.12.1948 lasciano il gruppo Mariano Rosati, Carlo Braitenberg e Giuseppe Raffeiner, che aderiscono al gruppo DC; Egidio Fazio, che aderisce al gruppo PLI; Federico Ricci, che aderisce al gruppo PRI.
- In data 15.02.1949 aderisce al gruppo Ugo Della Seta, proveniente dal gruppo PRI.
- In data 30.09.1949 aderisce al gruppo Tommaso Tonello, proveniente dal gruppo PSI.
- In data 05.12.1949 aderisce al gruppo Guido Castelnuovo, divenuto senatore a vita.
- In data 19.12.1949 aderisce al gruppo Roberto Lucifero d'Aprigliano, proveniente dal gruppo PLI.
- In data 31.12.1949 aderiscono al gruppo Luigi Carmagnola, Gaetano Pieraccini, Luigi Rocco e Francesco Zanardi, provenienti dal gruppo US.
- In data 07.02.1950 aderisce al gruppo Giovanni Conti, proveniente dal gruppo PRI.
- In data 01.12.1950 aderiscono al gruppo Pietro Canonica, Gaetano De Sanctis e Pasquale Jannaccone, divenuti senatori a vita (Carlo Alberto Salustri non risulta iscritto ad alcun gruppo).
- In data 31.12.1950 lasciano il gruppo Ugo Della Seta e Pasquale Jannaccone, che aderiscono al gruppo PLI.
- In data 31.12.1950 aderiscono al gruppo Giovanni Cosattini, Virgilio Luisetti e Giuseppe Romita, provenienti dal gruppo PSI.
- In data 18.06.1951 lasciano il gruppo Luigi Carmagnola, Giovanni Cosattini, Virgilio Luisetti, Gaetano Pieraccini, Giuseppe Romita, Tommaso Tonello e Francesco Zanardi, che aderiscono al gruppo PSI-SIIS.
- In data 31.12.1951 aderisce al gruppo Pasquale Jannaccone, proveniente dal gruppo PLI.
- In data 19.03.1952 lascia il gruppo Luigi Rocco, che aderisce al gruppo GDS.
- In data 26.05.1952 aderisce al gruppo Domenico Tripepi, proveniente dal gruppo PLI.
- In data 17.09.1952 aderisce al gruppo Luigi Sturzo, divenuto senatore a vita.

## Organizzazione interna ai gruppi
| Presidente | Vicepresidenti                                                                      | Segretari                                                    | Vicesegretari                                                        | Comitato direttivo |
| Democratico Cristiano                                                                                                 | Democratico Cristiano                                                               | Democratico Cristiano                                        | Democratico Cristiano                                                | Democratico Cristiano |
| --- | ----------------------------------------------------------------------------------- | ------------------------------------------------------------ | -------------------------------------------------------------------- | --- |
| - Mario Cingolani | - Carlo De Luca - Umberto Merlin                                                    | - Emilio Battista - Giovanni Uberti - Ennio Zelioli-Lanzini  | - Giacinto Genco - Giuseppe Magliano - Mario Riccio - Nicola Vaccaro | - Giorgio Bo (dal 01.01.1951) - Giorgio Braccesi (dal 01.01.1953) - Stanislao Ceschi (dal 01.01.1949) - Luciano Fantoni (dal 01.01.1951) - Camillo Giardina (dal 01.01.1949) - Giovanni Lamberti (dal 01.01.1953) - Federico Marconcini - Quinto Tosatti - Giacinto Bosco (dal 01.01.1951 al 31.12.1952) - Vinicio Ziino (dal 01.01.1951 al 31.12.1952) - Mario Zotta (fino al 31.12.1949 e dal 01.01.1951 al 31.12.1952) - Giovan Bernardino Tafuri (dal 01.01.1950 al 31.12.1951) - Alberto Canaletti Gaudenti (dal 01.01.1949 al 31.12.1951) - Tiziano Tessitori (dal 01.01.1949 al 31.12.1951) - Carlo Grava (dal 01.01.1949 al 31.12.1949) - Adone Zoli (dal 01.01.1949 al 31.12.1949) - Giovanni Battista Bertone (fino al 31.12.1948) - Giambattista Bosco Lucarelli (fino al 31.12.1948) - Giovanni Braschi (fino al 31.12.1949) - Stefano Jacini (fino al 31.12.1948) - Giuseppe Micheli (fino al 17.10.1948) - Lorenzo Spallino (fino al 31.12.1949) - Giuseppe Traina (fino al 31.12.1949) |
| Comunista |                                                                                     |                                                              |                                                                      | |
| - Mauro Scoccimarro                                                                                                   | - Giacomo Ferrari - Enrico Minio - Ottavio Pastore                                  | –                                                            | –                                                                    | - Arturo Colombi - Ruggero Grieco - Fabrizio Maffi - Guido Molinelli - Mario Palermo - Emilio Sereni - Umberto Terracini |
| Partito Socialista Italiano                                                                                           |                                                                                     |                                                              |                                                                      | |
| - Sandro Pertini | - Michele Giua (dal 01.01.1951) - Giovanni Cosattini (fino al 31.12.1950)           | - Domenico Grisolia                                          | –                                                                    | - Luigi Fabbri - Guido Giacometti - Pietro Mancini - Domenico Rizzo - Michele Giua (fino al 31.12.1950) |
| Unità Socialista |                                                                                     |                                                              |                                                                      | |
| - Ludovico D'Aragona (dal 19.06.1951) - Alessandro Bocconi (dal 06.02.1952) - Luigi Montemartini (fino al 05.02.1952) | - Giovanni Secondo Anfossi - Giovanni Cosattini (dal 19.06.1951) - Giovanni Persico | - Arturo Armato - Eduardo Di Giovanni - Riccardo Momigliano  | –                                                                    | – |
| Repubblicano |                                                                                     |                                                              |                                                                      | |
| - Cino Macrelli (dal 01.01.1950) - Giovanni Conti (fino al 07.02.1950)                                                | - Giovanni Battista Boeri                                                           | - Giulio Bergmann - Enrico Malintoppi - Giovan Battista Raja | –                                                                    | – |
| Democratico di Sinistra                                                                                               |                                                                                     |                                                              |                                                                      | |
| - Enrico Molè | - Dante Veroni (fino al 25.03.1949)                                                 | - Pietro Mastino                                             | –                                                                    | – |
| Liberale |                                                                                     |                                                              |                                                                      | |
| - Alessandro Casati                                                                                                   | –                                                                                   | - Raffaele Sanna Randaccio                                   | –                                                                    | – |
| Misto |                                                                                     |                                                              |                                                                      | |
| - Francesco Saverio Nitti (fino al 20.02.1953) - Enrico De Nicola (dal 21.03.1953)                                    | - Alberto Bergamini - Luigi Gasparotto                                              | - Enea Franza                                                | –                                                                    | – |